# Ben Schwietert
Ben Schwietert (Nimega, 16 febbraio 1997) è un nuotatore olandese.

## Carriera
Ha fatto parte della staffetta 4x100m sl mista M/F che ha vinto la medaglia d'argento nel campionato mondiale di Budapest 2017.

## Palmarès
- Mondiali

Budapest 2017: argento nella 4x100m sl mista.
- Europei

Londra 2016: oro nella 4x200m sl e nella 4x100m sl mista.
- Europei in vasca corta

Netanya 2015: bronzo nella 4x50m sl mista.